# Brian Gibson
Brian Gibson (22 de setembre de 1944 - 4 de gener de 2004) va ser un director de cinema i televisió anglès.

## Primera vida i educació
Gibson va néixer el 22 de setembre de 1944 a Southend-on-Sea, Essex. La seva mare, Victoria, era dependenta de botiga i el seu pare era fuster. Tenia una germana, June. Gibson va estudiar a la Southend High School for Boys. Després va ingressar al St Catharine's College, Cambridge, on va estudiar medicina. També va estudiar Història de la Ciència al Darwin College, Cambridge. Es va graduar a la Universitat de Cambridge.

## Carrera professional
A finals de la dècada de 1960, Gibson va començar a treballar per a la BBC, dirigint documentals científics. Gibson va dirigir Helen Mirren a la pel·lícula de la BBC de 1979 Blue Remembered Hills i el seu treball. en aquesta pel·lícula li va guanyar un BAFTA al millor director. Gibson va fer el seu debut com a director de llargmetratge amb Breaking Glass (1980). El 1986 va dirigir Poltergeist II. El 1989 va dirigir Ben Kingsley al telefilm d’HBO Murderers Among Us: The Simon Wiesenthal Story. El 1990, Gibson va dirigir la minisèrie Drug Wars: The Camarena Story , protagonitzada per Steven Bauer i Benicio Del Toro. Gibson va guanyar un Primetime Emmy i un Premi del Gremi de Directors d'Amèrica per dirigir la pel·lícula de televisió de HBO The Josephine Baker Story (1991). El 1993, va dirigir la pel·lícula nominada a l'Oscar What's Love Got to Do with It, protagonitzada per Angela Bassett i Laurence Fishburne. Això va donar lloc a un primer acord amb Touchstone Pictures. El 1996 va dirigir Demi Moore i Alec Baldwin a Coacció a un jurat. El 1998 va dirigir la pel·lícula britànica Still Crazy protagonitzada per Bill Nighy i Billy Connolly. Gibson va exercir com a productor executiu de Frida (2002), protagonitzada per Salma Hayek i Alfred Molina. S'estava preparant per dirigir una pel·lícula per a 20th Century Fox, i també col·labora en un guió amb la seva dona quan li van diagnosticar càncer.

## Vida i mort personals
Gibson tenia cases a Londres i Los Angeles.
El 1990 Gibson es va casar amb Lynn Whitfield. Van tenir una filla, Grace. Llur matrimoni va acabar en divorci. El seu matrimoni va acabar en divorci. Després del seu divorci es va casar amb l'artista Paula Rae Gibson, amb qui va tenir un altre filla, Raphaela.
Gibson va morir de càncer d'os a Londres el 4 de gener de 2004; tenia 59 anys.

## Filmografia
- 1974 : Horizon (sèrie de televisió) (ep: Joey)
- 1976 : The Billion Dollar Bubble
- 1976 : Where Adam Stood
- 1979 : Screenplay (série TV)
- 1979 : Gossip from the Forest
- 1979 : Blue Remembered Hills
- 1980 : Breaking Glass
- 1983 : Kilroy Was Here
- 1986 : Poltergeist II
- 1989 : Murderers Among Us: The Simon Wiesenthal Story
- 1990 : Drug Wars: The Camarena Story
- 1991 : The Josephine Baker Story
- 1993 : What's Love Got to Do with It
- 1996 : Coacció a un jurat
- 1998 : Still Crazy